# Canton de Haut-Eyrieux
Le canton de Haut-Eyrieux, précédemment appelé canton du Cheylard, est une circonscription électorale française située dans le département de l'Ardèche et la région Auvergne-Rhône-Alpes. À la suite du redécoupage cantonal de 2014, les limites territoriales du canton sont remaniées. Le nombre de communes du canton passe de 14 à 46.

## Géographie
Ce canton est organisé autour du Cheylard dans l'arrondissement de Tournon-sur-Rhône. Son altitude varie de 315 mètres à Saint-Julien-Labrousse jusqu'à 1 486 mètres sur le territoire communal de Saint-Andéol-de-Fourchades. L'altitude moyenne du canton s'élève à 702 mètres.

## Histoire
Le canton est créé en 1790 sous la dénomination de « canton du Cheylard ». Il regroupe alors 14 communes. À la suite du redécoupage cantonal de 2014, le nombre de communes passe à 46. Le canton est renommé en 2016 canton de Haut-Eyrieux.

## Représentation

### Conseillers généraux du canton du Cheylard de 1833 à 2015
| Période | Période          | Identité                                              | Étiquette            | Qualité |
| ------- | ---------------- | ----------------------------------------------------- | -------------------- | --- |
| 1833    | 1866             | Jean-François Sauzet                                  |                      | Avocat et rentier au Cheylard, ancien président du tribunal civil de Tournon                                 |
| 1866    | 1874 (démission) | Eugène Durand                                         |                      | Négociant à Lyon Maire du Cheylard                                                                           |
| 1874    | 1890             | Paul-Emile Sauzet                                     | Républicain          | Propriétaire Maire du Cheylard                                                                               |
| 1890    | 1901             | Just Saléon-Terras (1820-1903)                        | Droite               | Industriel et notaire - Maire du Cheylard                                                                    |
| 1901    | 1907             | François Saléon-Terras (1857-1946, fils du précédent) | Droite               | Ingénieur au Cheylard, électrifie le Cheylard en construisant la centrale électrique de Chambaud             |
| 1907    | 1937             | Joseph Saléon-Terras (1855-1949, frère du précédent)  | URD                  | Industriel Maire du Cheylard                                                                                 |
| 1937    | 1940             | André Saléon-Terras (1884-1970)-(fils du précédent)   | URD                  | Industriel au Cheylard Nommé conseiller départemental en 1942                                                |
|         |                  |                                                       |                      | |
| 1945    | 1948             | Joseph Chomarat                                       | MRP                  | Industriel au Cheylard                                                                                       |
| 1948    | 1961             | André Saléon-Terras                                   | PPUS puis DVD        | Industriel au Cheylard                                                                                       |
| 1961    | 1992             | Clovis Charre                                         | MRP puis CD puis DVD | Médecin au Cheylard Conseiller régional de 1975 à 1986 Président du SIVOM de 1961 à 1989                     |
| 1992    | 2015             | Jacques Chabal                                        | RPR puis UMP         | Médecin généraliste Maire du Cheylard depuis 1989 Président de la communauté de communes du Pays du Cheylard |

### Conseillers d'arrondissement du canton du Cheylard (de 1833 à 1940)
| Période                                  | Période      | Identité                               | Étiquette    | Qualité |
| ---------------------------------------- | ------------ | -------------------------------------- | ------------ | --- |
| 1833                                     | 1839         | M. Chauveau                            |              | Juge de paix au Cheylard                                                                                    |
| 1839                                     | 1848         | Just Antoine Saléon-Terras (1778-1860) |              | Notaire au Cheylard                                                                                         |
|                                          |              |                                        |              | |
| 1904                                     | 1914 (décès) | Léon Marie Xavier Bergeron (1862-1914) | Nationaliste | Capitaine d'infanterie, né au Cheylard Mort pour la France le 6 août 1914 à Beaurières (Drôme)              |
| 1914                                     | 1919         | siège vacant                           |              | |
| 1919                                     | 1940         | Fernand Laffont                        | Droite URD   | Industriel au Cheylard                                                                                      |
| 1940                                     |              |                                        |              | Les conseils d'arrondissement ont été suspendus par la loi du 12 octobre 1940 et n'ont jamais été réactivés |
| Les données manquantes sont à compléter. |              |                                        |              | |

### Conseillers départementaux à partir de 2015
| Période élective | Période élective | Mandat | Mandat   | Identité          | Nuance | Nuance | Qualité |
| ---------------- | ---------------- | ------ | -------- | ----------------- | ------ | ------ | --- |
| 2015             | 2021             | 2015   | 2021     | Laetitia Serre    |        | PS     | Collaboratrice d'élu Maire de Beauvène, présidente de la communauté d'agglomération Privas Centre Ardèche (2014-2020) Ancienne conseillère générale du canton de Saint-Pierreville |
| 2015             | 2021             | 2015   | 2021     | Maurice Weiss     |        | DVG    | Administrateur SIVU des Inforoutes Président de l'association des maires et des présidents de communautés de communes de l’Ardèche depuis octobre 2014 Maire de Saint-Agrève (2008-2020), ancien conseiller général du Canton de Saint-Agrève 3e vice-président chargé des routes, des mobilités, du numérique et du soutien aux territoires |
| 2021             | 2028             | 2021   | en cours | Laetitia Serre    |        | PS     | Conseillère sortante |
| 2021             | 2028             | 2021   | en cours | Michel Villemagne |        | DVG    | Cadre dans les finances publiques, maire de Saint-Agrève |

#### Élections de mars 2015
À l'issue du premier tour des élections départementales de 2015, deux binômes sont en ballottage : Laetitia Serre et Maurice Weiss (Union de la Gauche, 42,94 %) et Jacques Chabal et Sabine Loulier (Union de la Droite, 37,78 %). Le taux de participation est de 59,21 % (9 470 votants sur 15 993 inscrits) contre 55,97 % au niveau départemental et 50,17 % au niveau national.
Au second tour, Laetitia Serre et Maurice Weiss (Union de la Gauche) sont élus avec 52,1 % des suffrages exprimés et un taux de participation de 61,2 % (4 741 voix pour 9 786 votants et 15 989 inscrits).
Maurice Weiss est membre du MRSL.

#### Élections de juin 2021
Le premier tour des élections départementales de 2021 est marqué par un très faible taux de participation (33,26 % au niveau national). Dans le canton de Haut-Eyrieux, ce taux de participation est de 41,04 % (6 353 votants sur 15 480 inscrits) contre 37,36 % au niveau départemental. À l'issue de ce premier tour, deux binômes sont en ballottage : Jacques Chabal et Aline Dubouis (DVD, 46,5 %) et Laetitia Serre et Michel Villemagne (DVG, 45,22 %).
Le second tour des élections est marqué une nouvelle fois par une abstention massive équivalente au premier tour. Les taux de participation sont de 34,3 % au niveau national, 40,7 % dans le département et 49,08 % dans le canton de Haut-Eyrieux. Laetitia Serre et Michel Villemagne (DVG) sont élus avec 50,64 % des suffrages exprimés (3 691 voix pour 7 597 votants et 15 479 inscrits),,.

## Composition

### Composition avant 2015

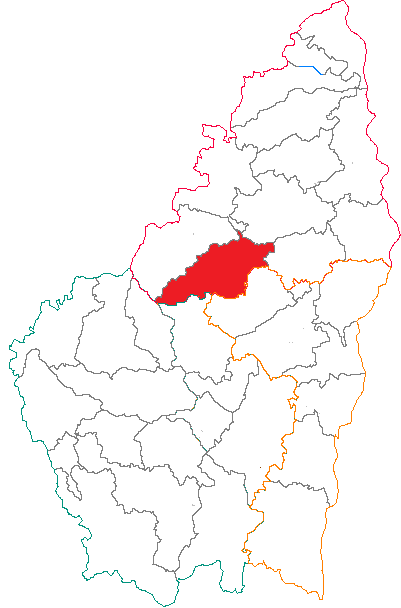
Situation du canton du Cheylard dans le département de l'Ardèche avant 2015.

Le canton du Cheylard regroupait quatorze communes.
| Nom                           | Code Insee | Codepostal  | Superficie (km2) | Population (dernière pop. légale) | Densité (hab./km2) |
| ----------------------------- | ---------- | ----------- | ---------------- | --------------------------------- | ------------------ |
| Le Cheylard (chef-lieu)       | 07064      | 07160       | 13,45            | 3 098 (2012)                      | 230                |
| Accons                        | 07001      | 07160       | 9,87             | 416 (2012)                        | 42                 |
| Le Chambon                    | 07049      | 07160       | 10,52            | 52 (2012)                         | 4,9                |
| Dornas                        | 07082      | 07160       | 17,63            | 264 (2012)                        | 15                 |
| Jaunac                        | 07108      | 07160       | 3,92             | 140 (2012)                        | 36                 |
| Mariac                        | 07150      | 07160       | 16,39            | 628 (2012)                        | 38                 |
| Nonières                      | 07165      | 07160       | 9,34             | 218 (2012)                        | 23                 |
| Saint-Andéol-de-Fourchades    | 07209      | 07160       | 16,47            | 56 (2012)                         | 3,4                |
| Saint-Barthélemy-le-Meil      | 07215      | 07160       | 7,35             | 204 (2012)                        | 28                 |
| Saint-Christol                | 07220      | 07160       | 14,63            | 108 (2012)                        | 7,4                |
| Saint-Cierge-sous-le-Cheylard | 07222      | 07160       | 5,99             | 192 (2012)                        | 32                 |

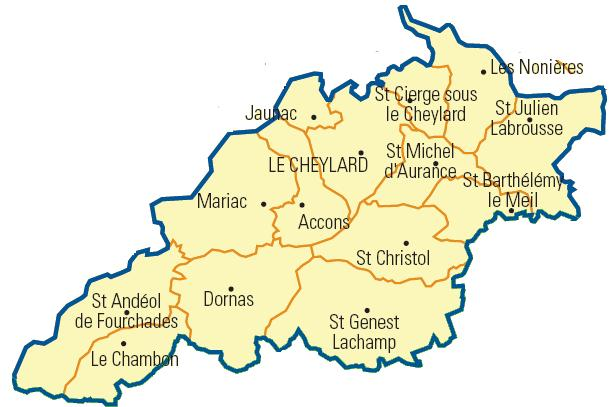
Carte du canton

| Saint-Genest-Lachamp          | 07239      | 07160 07190 | 23,09            | 101 (2012)                        | 4,4                |
| Saint-Julien-Labrousse        | 07256      | 07160       | 16,47            | 369 (2012)                        | 22                 |
| Saint-Michel-d'Aurance        | 07276      | 07160       | 8,14             | 268 (2012)                        | 33                 |

### Composition à partir de 2015
Après le redécoupage cantonal de 2014, le nouveau canton du Cheylard est composé de quarante-six communes.
À la suite de la fusion, au 1er janvier 2019, d'Intres et de Saint-Julien-Boutières pour former la commune de Saint-Julien-d'Intres et de Nonières et de Saint-Julien-Labrousse pour former la commune de Belsentes, le nombre de communes descend à 44.
| Nom                                 | Code Insee | Intercommunalité         | Superficie (km2) | Population (dernière pop. légale) | Densité (hab./km2) | Modifier                                    |
| ----------------------------------- | ---------- | ------------------------ | ---------------- | --------------------------------- | ------------------ | ------------------------------------------- |
| Le Cheylard (bureau centralisateur) | 07064      | CC Val'Eyrieux           | 13,45            | 2 812 (2022)                      | 209                | modifier les données · modifier les données |
| Accons                              | 07001      | CC Val'Eyrieux           | 9,87             | 365 (2022)                        | 37                 | modifier les données · modifier les données |
| Albon-d'Ardèche                     | 07006      | CC Val'Eyrieux           | 9,11             | 158 (2022)                        | 17                 | modifier les données · modifier les données |
| Arcens                              | 07012      | CC Val'Eyrieux           | 18,55            | 358 (2022)                        | 19                 | modifier les données · modifier les données |
| Beauvène                            | 07030      | CA Privas Centre Ardèche | 11,82            | 202 (2022)                        | 17                 | modifier les données · modifier les données |
| Belsentes                           | 07165      | CC Val'Eyrieux           | 25,81            | 542 (2022)                        | 21                 | modifier les données · modifier les données |
| Borée                               | 07037      | CC Montagne d'Ardèche    | 27,67            | 142 (2022)                        | 5,1                | modifier les données · modifier les données |
| Chalencon                           | 07048      | CA Privas Centre Ardèche | 9,44             | 339 (2022)                        | 36                 | modifier les données · modifier les données |
| Le Chambon                          | 07049      | CC Val'Eyrieux           | 10,52            | 60 (2022)                         | 5,7                | modifier les données · modifier les données |
| Chanéac                             | 07054      | CC Val'Eyrieux           | 15,73            | 262 (2022)                        | 17                 | modifier les données · modifier les données |
| Devesset                            | 07080      | CC Val'Eyrieux           | 29,24            | 306 (2022)                        | 10                 | modifier les données · modifier les données |
| Dornas                              | 07082      | CC Val'Eyrieux           | 17,63            | 198 (2022)                        | 11                 | modifier les données · modifier les données |
| Dunière-sur-Eyrieux                 | 07083      | CA Privas Centre Ardèche | 7,73             | 437 (2022)                        | 57                 | modifier les données · modifier les données |
| Gluiras                             | 07096      | CA Privas Centre Ardèche | 25,10            | 368 (2022)                        | 15                 | modifier les données · modifier les données |
| Issamoulenc                         | 07104      | CC Val'Eyrieux           | 15,66            | 105 (2022)                        | 6,7                | modifier les données · modifier les données |
| Jaunac                              | 07108      | CC Val'Eyrieux           | 3,92             | 121 (2022)                        | 31                 | modifier les données · modifier les données |
| Lachapelle-sous-Chanéac             | 07123      | CC Val'Eyrieux           | 8,94             | 159 (2022)                        | 18                 | modifier les données · modifier les données |
| Marcols-les-Eaux                    | 07149      | CA Privas Centre Ardèche | 16,00            | 283 (2022)                        | 18                 | modifier les données · modifier les données |
| Mariac                              | 07150      | CC Val'Eyrieux           | 16,39            | 541 (2022)                        | 33                 | modifier les données · modifier les données |
| Mars                                | 07151      | CC Val'Eyrieux           | 18,69            | 246 (2022)                        | 13                 | modifier les données · modifier les données |
| Les Ollières-sur-Eyrieux            | 07167      | CA Privas Centre Ardèche | 7,58             | 1 020 (2022)                      | 135                | modifier les données · modifier les données |
| Rochepaule                          | 07192      | CC Val'Eyrieux           | 33,34            | 238 (2022)                        | 7,1                | modifier les données · modifier les données |
| La Rochette                         | 07195      | CC Montagne d'Ardèche    | 13,86            | 63 (2022)                         | 4,5                | modifier les données · modifier les données |
| Saint-Agrève                        | 07204      | CC Val'Eyrieux           | 48,56            | 2 300 (2022)                      | 47                 | modifier les données · modifier les données |
| Saint-Andéol-de-Fourchades          | 07209      | CC Val'Eyrieux           | 16,47            | 53 (2022)                         | 3,2                | modifier les données · modifier les données |
| Saint-André-en-Vivarais             | 07212      | CC Val'Eyrieux           | 20,48            | 211 (2022)                        | 10                 | modifier les données · modifier les données |
| Saint-Barthélemy-le-Meil            | 07215      | CC Val'Eyrieux           | 7,35             | 203 (2022)                        | 28                 | modifier les données · modifier les données |
| Saint-Christol                      | 07220      | CC Val'Eyrieux           | 14,63            | 100 (2022)                        | 6,8                | modifier les données · modifier les données |
| Saint-Cierge-sous-le-Cheylard       | 07222      | CC Val'Eyrieux           | 5,99             | 217 (2022)                        | 36                 | modifier les données · modifier les données |
| Saint-Clément                       | 07226      | CC Val'Eyrieux           | 19,55            | 93 (2022)                         | 4,8                | modifier les données · modifier les données |
| Saint-Étienne-de-Serre              | 07233      | CA Privas Centre Ardèche | 16,52            | 217 (2022)                        | 13                 | modifier les données · modifier les données |
| Saint-Genest-Lachamp                | 07239      | CC Val'Eyrieux           | 23,09            | 112 (2022)                        | 4,9                | modifier les données · modifier les données |
| Saint-Jean-Roure                    | 07248      | CC Val'Eyrieux           | 23,99            | 264 (2022)                        | 11                 | modifier les données · modifier les données |
| Saint-Jeure-d'Andaure               | 07249      | CC Val'Eyrieux           | 13,28            | 101 (2022)                        | 7,6                | modifier les données · modifier les données |
| Saint-Julien-d'Intres               | 07103      | CC Val'Eyrieux           | 21,17            | 305 (2022)                        | 14                 | modifier les données · modifier les données |
| Saint-Julien-du-Gua                 | 07253      | CA Privas Centre Ardèche | 16,96            | 169 (2022)                        | 10,0               | modifier les données · modifier les données |
| Saint-Martial                       | 07267      | CC Montagne d'Ardèche    | 36,18            | 271 (2022)                        | 7,5                | modifier les données · modifier les données |
| Saint-Martin-de-Valamas             | 07269      | CC Val'Eyrieux           | 19,98            | 1 084 (2022)                      | 54                 | modifier les données · modifier les données |
| Saint-Maurice-en-Chalencon          | 07274      | CA Privas Centre Ardèche | 7,81             | 200 (2022)                        | 26                 | modifier les données · modifier les données |
| Saint-Michel-d'Aurance              | 07276      | CC Val'Eyrieux           | 8,14             | 262 (2022)                        | 32                 | modifier les données · modifier les données |
| Saint-Michel-de-Chabrillanoux       | 07278      | CA Privas Centre Ardèche | 12,14            | 405 (2022)                        | 33                 | modifier les données · modifier les données |
| Saint-Pierreville                   | 07286      | CC Val'Eyrieux           | 20,56            | 515 (2022)                        | 25                 | modifier les données · modifier les données |
| Saint-Sauveur-de-Montagut           | 07295      | CA Privas Centre Ardèche | 11,54            | 1 112 (2022)                      | 96                 | modifier les données · modifier les données |
| Saint-Vincent-de-Durfort            | 07303      | CA Privas Centre Ardèche | 12,52            | 272 (2022)                        | 22                 | modifier les données · modifier les données |
| Canton de Haut-Eyrieux              | 0706       |                          | 742,96           | 17 791 (2022)                     | 24                 | modifier les données                        |

## Démographie

### Démographie avant 2015
| 1962  | 1968  | 1975  | 1982  | 1990  | 1999  | 2006  | 2011  | 2012  |
| ----- | ----- | ----- | ----- | ----- | ----- | ----- | ----- | ----- |
| 7 916 | 7 700 | 7 478 | 7 340 | 6 871 | 6 531 | 6 369 | 6 228 | 6 114 |

### Démographie depuis 2015
En 2022, le canton comptait 17 791 habitants, en évolution de −1,9 % par rapport à 2016 (Ardèche : +2,48 %, France hors Mayotte : +2,11 %).
| 2013   | 2018   | 2022   |
| ------ | ------ | ------ |
| 18 593 | 17 943 | 17 791 |